# Humani generis redemptionem

Wappen Benedikts XV.

Die Enzyklika Humani generis redemptionem (lat.: ... Erlösung der Menschheit...) von Papst Benedikt XV. wurde am 15. Juni 1917 veröffentlicht, sie trägt den Untertitel „Über die Predigt des Wortes Gottes“.

## Themen

### Gottes Auftrag
„Durch seinen Tod auf dem Kreuzesaltar vollbrachte Christus die Erlösung der Menschheit“. Mit dieser grundlegenden Feststellung beginnt Benedikt XV. sein Apostolisches Rundschreiben. Nur von ihm seien die Prediger beauftragt, der ganzen Welt die Frohe Botschaft zu vermitteln. Als erstes habe Jesus die Apostel zu seinen rechtmäßigen Nachfolgern gewählt und beauftragt, das Evangelium in der ganzen Welt zu predigen. Er zitiert das Markusevangelium: „Dann sagt er zu ihnen: Geht hinaus in die Welt, und verkündet das Evangelium allen Geschöpfen!“ (Mk 16,15 ) Es sei also Gottes Wille und Auftrag, dass das Wort Gottes in einer gerechten und ernsten Sprache erzählt werde. Die Predigt sei ihm ein großes Anliegen und er sei besorgt, wenn Predigten nicht mehr ihrer ursprünglichen Bestimmung entsprächen und deren Wirksamkeit darunter leide.

### Auftrag an die Mitbrüder
In seiner Fortsetzung kritisiert der Papst die Entfernung vom geraden Weg der Predigten und das Auftreten unerlaubter Prediger, er zeigt  Ursachen auf, die zu diesem Zustand geführt hätten.
- Hierzu gehöre die vernachlässigte Aufsicht der Bischöfe, denen obliege diese pastorale Pflicht. Innerhalb ihrer Diözesen müssen sie sich für alle Angelegenheiten einsetzen, sie dürften Ungelegenheiten nicht sich selbst überlassen, sondern Kraft ihres Hirtenamtes regulierend einschreiten.
- Die Bischöfe müssten ihre Pflicht zur Genehmigung der Predigt intensiver ausüben. Es gehe nicht an, dass sich Prediger selbst ernennen, der Papst zitiert:  „Wie soll aber jemand verkündigen, wenn er nicht gesandt ist ? (Römerbrief 10, 15)“.
- Mit klaren und deutlichen Worten fordert er seine Mitbrüder auf, diesen Missständen ein Ende zu setzen und Sorge dafür zu tragen, dass in ihren Diözesen keine selbstgewählten Prediger die Kanzeln betreten. Die Prüfung zur Eigenschaft als Prediger müsse strengen Kriterien unterliegen.

### Auftrag an die Prediger
Die Zielsetzung der Prediger müsse sein, das Licht der Wahrheit zu verbreiten, um in ihren Zuhörern das übernatürliche Leben anzuregen und zu entwickeln – der Papst nennt dieses: „einen Gruß an die Seele zu senden“. Die Prediger sollen versuchen das Wort Gottes nicht nur wörtlich zu verkünden, nein sie sollen auch die Herzen öffnen. Aber, so warnt er, es gehe auch nicht darum dem Gläubigen zu gefallen und deren Beifall zu erhaschen. In erster Linie sei die Ausbildung und die Predigtvorbereitung von zentraler Bedeutung, um diesen Anforderungen gerecht zu werden sei es eine absolute Voraussetzung die theologischen Grundlagen wissenschaftlich erlernt zu haben, denn :  „Die Unwissenheit ist die Mutter aller Fehler“.
Deshalb muss jeder Prediger vor allem Ehrerbietung praktizieren, um seinen Hörern die Botschaft Gottes näherzubringen, persönliche Erfolge darf er davon nicht erwarten, denn schließlich sei nur Gott sein Ziel und nicht er selbst.

### Über die Prediger
90 Jahre später befasst sich Papst Benedikt XVI., in seinem Nachsynodalen Apostolischen Schreiben  „Sacramentum caritatis“ vom 22. Februar 2007, in gleicher Weise mit dem Thema „Predigt“ und führt aus (Auszug) :
„Die Priester müssen „die Predigt sorgfältig vorbereiten, indem sie sich auf eine angemessene Kenntnis der Heiligen Schrift stützen“. Oberflächlich-allgemeine oder abstrakte Predigten sind zu vermeiden. Im Besonderen bitte ich die Prediger, dafür zu sorgen, dass die Homilie das verkündete Wort Gottes in so enge Verbindung mit der sakramentalen Feier und mit dem Leben der Gemeinde bringt, dass das Wort Gottes für die Kirche wirklich Rückhalt und Leben ist“.

## Textausgaben
- ACTA BENEDICTI PP. XV: LITTERAE ENCYCLICAE DE PRAEDICATIONE DIVINI VERBI »Humani generis«. In: Acta Apostolicae Sedis IX. Jg. (1917, I. Teil), S. 305–317. [amtlicher lateinischer Text]
- Rundschreiben Papst Benedikts XV. vom 15. Juni 1917 HUMANI GENERIS. In: Heilslehre der Kirche. Dokumente von Pius IX. bis Pius XII. Deutsche Ausgabe des französischen Originals von P[aul] Cattin O.P. und H[umbert]-Th[omas] Conus O.P. besorgt von Anton Rohrbasser. Paulusverlag, Freiburg/Schw. 1953, S. 858–872.